# Wolfgang Pechhold
Wolfgang Pechhold (* 5. Oktober 1930 in Beuthen; † 19. Juni 2010) war ein deutscher Physiker und Hochschullehrer.

## Werdegang
Der aus Oberschlesien stammende Pechhold studierte an der Technischen Hochschule Darmstadt und der Universität Stuttgart Physik. An letzterer promovierte er bei Hans-Otto Kneser 1960 über die Physik von Metallen, ehe er dort 1965 über die Physik der Polymere habilitierte.
1967 wurde Pechhold mit dem Gustav-Hertz-Preis der Deutschen Physikalischen Gesellschaft für seine Arbeit zu den Polymeren ausgezeichnet. 1968 wurde Pechhold an der Stuttgarter Universität zum außerplanmäßigen Professor ernannt. 1971 folgte er einem Ruf der im Aufbau befindlichen Universität Ulm, um dort die Abteilung für angewandte Physik zu leiten. In den folgenden Jahren übernahm er zahlreiche Aufgaben in der Verwaltung der Physikfakultät sowie der Universität. Nachdem er den Vorsitz der Unterrichtskommission für Physik innegehabt hatte, übernahm er zwischen 1983 und 1985 das Amt des Dekans der Fakultät für Naturwissenschaften und Mathematik. Anschließend war er Prorektor für zwei vier Jahre dauernde Amtsperioden, ehe er 1991 Rektor der Ulmer Universität wurde. Bis zu seiner Emeritierung im Jahr 1995 übte er das Amt aus, das er zur Intensivierung der Auslandskontakte und Internationalisierung der Universität nutzte. Mit Hilfe seiner Forschungsaktivitäten und der sich dabei ergebenden Industriekontakte kam es im Jahr 1994 zur Gründung des „Instituts für dynamische Materialprüfung“, das im Ulmer Science Park angesiedelt ist. Hier setzte er seine Forschungstätigkeit nach Ende seiner universitären Laufbahn fort.